# Olga Kiefalojani
Olga Kiefalojani, grec. Όλγα Κεφαλογιάννη (ur. 29 kwietnia 1975 w Atenach) – grecka polityk i prawniczka, parlamentarzystka, w latach 2012–2015 oraz od 2023 minister turystyki.

## Życiorys
Córka polityka Joanisa Kiefalojanisa. W 1997 ukończyła studia prawnicze na Uniwersytecie Narodowym im. Kapodistriasa w Atenach. Uzyskała magisterium z prawa handlowego i korporacyjnego w King’s College London (1998) oraz ze stosunków międzynarodowych w The Fletcher School of Law and Diplomacy na Tufts University (2006). W 1999 dołączyła do ateńskiej palestry. Podjęła praktykę prawniczą (w Atenach i Nowym Jorku), zajmowała się też doradztwem prawnym w różnych przedsiębiorstwach. Pracowała również w służbach prawnych Komisji Europejskiej.
Zaangażowała się w działalność polityczną w ramach Nowej Demokracji. W latach 2004–2006 była doradczynią premiera Kostasa Karamanlisa do spraw prawnych. W 2007 po raz pierwszy uzyskała mandat posłanki do Parlamentu Hellenów. Z powodzeniem ubiegała się o reelekcję w wyborach w 2009, maju 2012, czerwcu 2012, styczniu 2015, wrześniu 2015, 2019, maju 2023 i czerwcu 2023.
Od czerwca 2012 do stycznia 2015 sprawowała urząd ministra turystyki w rządzie Andonisa Samarasa. W czerwcu 2023 ponownie objęła tę funkcję, wchodząc w skład drugiego gabinetu Kiriakosa Mitsotakisa.
W 2014 została odznaczona Krzyżem Komandorskim z Gwiazdą Orderu Zasługi Rzeczypospolitej Polskiej.